# Kothbach (Feistritzbach)
Der Kothbach ist der linke Quellfluss des Feistritzbaches bei Kleinfeistritz in der Steiermark.

## Verlauf
Der Kothbach entspringt knapp unterhalb des Rappoldkogels 1928 m ü. A. und fließt zunächst nach Westen und schwenkt später nach Norden ab. Auf seinem Weg nimmt er zahlreiche kleine und einige größere Zubringer auf, darunter den Grablerbach, den Karbach und den Planbach. Diese drei fließen von links ein und entwässern Gebiete bis zum Ameringkogel 2187 m ü. A. und zum Größenberg 2152 m ü. A., die die höchsten Berge der Lavanttaler Alpen darstellen.
Bei Kleinfeistritz fließt der Kothbach unmittelbar südwestlich am Ort vorüber. In seinem Tal führt eine im hinteren Abschnitt nicht ausgebaute Straße hinauf zum Hirschegger Sattel. Etwa 500 Meter nordwestlich von Kleinfeistritz vereinigt er sich mit dem von  rechts kommenden Stüblerbach und wird nun als Feistritzbach bezeichnet.